# Pivovar Město Touškov
Pivovar Město Touškov se nachází vedle školy a kostela ve Městě Touškov v okrese Plzeň-sever v Plzeňském kraji, které jeho název odlišuje od necelých 15 km vzdálené vsi Touškov u Stodu.

## Historie
Pivovar byl založen v roce 1544, ovšem některé prameny posunují jeho vznik až do roku 1618. Až do roku 1922 se jednalo o měšťanský pivovar, posléze byl do roku 1926 v soukromém vlastnictví (majiteli byli Jindřich Finger a Josef Schultes). Krize ve výrobě začala už za první světové války a skončila v roce 1930, kdy byl pivovar zrušen.
Dnes se v budovách bývalého pivovaru nacházejí byty a kino.